# جورج بلات
جورج بلات (9 يونيو 1881 - 14 أبريل 1955) (بالإنجليزية: George Platt)‏ هو لاعب كريكت بريطاني.